# 눈 석이는 보라
《눈 석이는 보라》는 포켓몬이 포켓몬 TV 및 유튜브에 공개한 2022년 일본 웹 애니메이션이다. 2022년 초 발매한 비디오 게임 《포켓몬 레전즈 아르세우스》의 홍보용 영상으로 위트 스튜디오가 제작했다.
포켓몬 세계의 신오지방의 과거에 해당하는 히스이지방이 무대로, 포켓몬 트레이너와 포켓몬 리그라는 개념이 존재하기 이전의 가상 시대극이다. 총 3화로 구성돼 2022년 5월 18일부터 6월 22일까지 방영됐다.

## 방영 목록
| 화수 | 제목                                 | 착신일자 (일본) |
| ---- | ------------------------------------ | --------------- |
| 1    | "青き踏む(푸른 발자국)"              | 2022년 5월 18일 |
| 2    | "名残り雪、赤く(봄눈은 붉게 물들고)" | 2022년 6월 8일  |
| 3    | "二藍(보라)"                         | 2022년 6월 22일 |

## 출연진
| 등장인물      | 한국어 | 영어                                | 일본어                                    |
| ------------- | ------ | ----------------------------------- | ----------------------------------------- |
| 효성          |        | 크리스 핵키 리지 프리먼 (어린 시절) | 우치야마 코우키 쿠기미야 리에 (어린 시절) |
| 효성의 아버지 |        | 스티브 크래머                       | 코야마 리키야                             |
| 조로아        |        | 아이카와 리카코                     | 아이카와 리카코                           |
| 금경          |        | 알렉산드라 야스티쇼크               | 박로미                                    |
| 한카리아스    |        | 오가미 신노스케                     | 오가미 신노스케                           |

## 참조

### 내용주
1. ↑  일본어: 雪ほどきし二藍, 영어: Pokémon: Hisuian Snow